# Grube Gesegnete Hoffnung
Die Grube Gesegnete Hoffnung war ein Kupferbergwerk bei Langenaubach (Gemeinde Haiger) im Lahn-Dill-Kreis. Die Grube lag zwischen Langenaubach und Haiger im unteren Lehmbachtal. Abgebaut wurde ab mindestens dem Jahr 1737 Kupfer. Becher schreibt 1789, dass die Grube schon seit mehr als 30 Jahren außer Betrieb und zu ihrer Zeit vielversprechend gewesen sei. Die Grube lieferte 1737 bis 1749 insgesamt 2.3566,25 Zentner Erz zur Isabellenhütte bei Dillenburg, woraus 558 Zentner Kupfer gewonnen wurden. 1749 soll die Stollenlänge 50 Lachter (1 Lachter = ca. 2 Meter) betragen haben. Man habe einige Jahre zuvor einen Erzgang überfahren, welcher in höflichen Anbrüchen 30 Lachter zu Feld gesetzt hätte. Als es in der Grube an Wetter gebrochen, der Gang aber an der Mitte des Berges zu Tage ausgegangen sei, habe man darauf einen neuen Stollen angesetzt und sei mit diesem nach 15 Lachter auf einen ebenfalls 2 Fuß mächtigen Erzgang gestoßen. Beide Stollen seien daraufhin durchschlagen und so viel Erz gefördert worden, dass in 4,5 Jahren 5.376 Gulden Ausbeute angefallen seien. Daraufhin seien aber die Gänge unabbauwürdig geworden, wobei der obere Stollen 50 Lachter und der untere 70 Lachter fortgetrieben worden seien. So sei die Grube in Rezess gekommen und liegengeblieben, da die Gewerken sich der Bezahlung der Zubußen verweigert hätten. Becher kritisiert dieses Vorgehen und beanstandet, dass der 30 Lachter lange edle Gang nicht abgeteuft wurde. Die Gesegnete Hoffnung wurde vor 1789 mit der höher im Lehmbachtal gelegenen Grube Alte Hoffnung konsolidiert.
1867 berichtet Odernheimer über die Grube Alte Hoffnung, die vermutlich immer noch mit der Gesegneten Hoffnung konsolidiert war, dass dort auf zwei Erzgängen, dem Lembachsgang (quarzig und bis 3″ mächtig) und dem Altenhoffnungsgang (späthig), auf welchen die Grube, die zum damaligen Zeitpunkt bereits seit längerem außer Betrieb stand, baute. Der tiefe Stollen wies eine Länge von 140 Lachtern (ca. 280 m) und eine Teufe von 12 Lachter auf. Auf dem ersten Gang sollen 110 Lachter und auf dem letzten ca. 90 Lachter aufgefahren gewesen sein. Der Lembachsgang war auf einer Länge von 300 Lachtern bekannt und auf oberer Sohle zu 50 Lachtern aufgefahren. Wohl daher wurde der tiefe Lembachstollen angelegt, welcher 1867 eine Länge von 100 Lachtern aufwies und den Erzgang bei 120 Lachtern anschneiden sollte. Die Teufe bei dieser Stollenlänge würde 40 Lachter betragen. Zu diesem Zeitpunkt soll von den ehemals 5 Stollen nur noch der tiefe Lembachstollen offen gewesen sein.
Vermutlich ist bei Odernheimer mit dem tiefen Lembachstollen der tiefe Stollen der Grube Gesegneten Hoffnung zu verstehen. Anders erklärt sich nicht der Hinweis Seit längerer Zeit außer Betrieb zusammen mit dem Verweis, dass der tiefe Stollen noch weiter getrieben werden muss und offen sei. Dafür spricht zusätzlich zum Gangnamen Lembachsgang, welches den Erzgang der Gesegnete Hoffnung kennzeichnet, ebenfalls, dass Odernheimer den Abbaubeginn der Grube mit 1737 angibt, was aber dem frühsten belegten Abbaubeginn der Grube Gesegnete Hoffnung entspricht. Verwirrungen der Schilderungen durch die erfolgte Konsolidation scheinen offensichtlich.

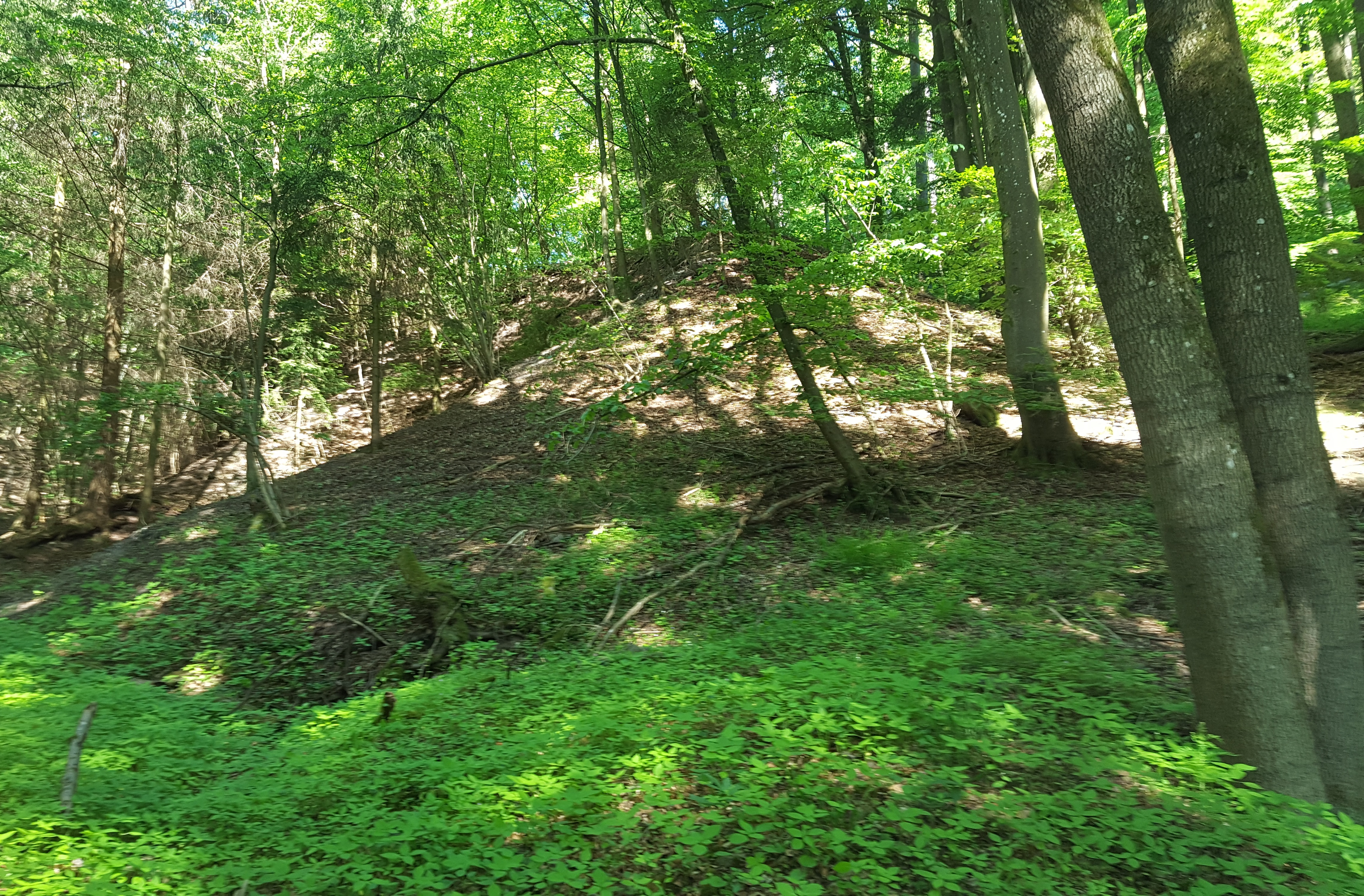
Abraumhalde der Grube Gesegnete Hoffnung im Lehmbachtal

Ernst Frohwein berichtet 1885, dass der auf 350 m Länge aufgeschlossene, bis zu 1 m mächtige Altehoffnungsgang, in der in 40 m Teufe befindlichen Stollensohle, abgebaut wurde, soweit er erzführend war. Vom ebenfalls bis zu 1 m mächtigen Lembachsgang wird berichtet, dass er in der vorgenannten Stollensohle auf 350 m Länge aufgeschlossen ist und mittels eines Gesenks (Schacht) bis zu 70 m Teufe unter Tage auf 50 m Länge abgebaut wurde, wo sich dieser Gang mit dem Altehoffnungsgang schaart. Er schreibt weiter, dass 600 m nordwestlich ein ähnlicher Gang aufsetzt, welcher die Fortführung des Lembachgangs zu sein scheint. Dieser wurde auf 100 m überfahren und wurde bis dato bis auf einer Teufe von 20 m abgebaut.
Der Betrieb wurde im 19. Jahrhundert ausgesetzt und im 20. Jahrhundert wieder aufgenommen. Nach dem Ersten Weltkrieg wurde die Grube Alte Hoffnung dauerhaft stillgelegt. Heute ist noch die (tiefe) Stollen- bzw. Schachtabdeckung der Grube Gesegnete Hoffnung, sowie eine größere Abraumhalde, auf welcher Kupferkies zu finden ist, zu sehen.